# Тупаково
Тупако́во (рос. Тупаково, башк. Тупаҡ) — присілок у складі Абзеліловського району Башкортостану, Росія. Входить до складу Таштімеровської сільської ради.
Населення — 718 осіб (2010; 684 в 2002).
Національний склад:
- башкири — 99%